# 1. etape af PostNord Danmark Rundt 2025
1. etape af PostNord Danmark Rundt 2025 var en 178,1 km lang kuperet etape med en samlet stigning på 1.700 m. Den blev kørt på Bornholm den 12. august 2025 med start i Nexø og mål i Rønne. Det var første gang i Danmark Rundts historie at rytterne skulle køre på Bornholm.
Etapen blev vundet af storfavoritten Mads Pedersen fra Lidl-Trek.

## Offentliggørelse og baggrund
I 2023 meddelte Danmarks Cykle Union (DCU) at en etape på Bornholm havde lange udsigter, da der ville være for mange økonomiske og logistiske problemer med at flytte ryttere, hold og resten af løbets materiel og infrastruktur ud på øen i Østersøen. Men året efter, den 27. november 2024, blev det offentliggjort på et pressemøde ved Hammershus, at PostNord Danmark Rundt 2025 skulle begynde på Bornholm. I de foregående 33. udgaver af løbet havde det aldrig været på Bornholm.
Flere måneder før offentliggørelsen havde den lokale erhvervsmand Michael Almeborg taget initiativ til at få cykelløbet til Bornholm. Han havde holdt møder med borgmesteren for Bornholms Regionskommune og DCU, ligesom han havde kontakte fonde og det lokale erhvervsliv, da der skulle findes omkring halvanden million kroner, for at projektet kunne lade sig gøre. Ifølge Almeborg var det Bornholmslinjen (Molslinjen) og Rønne Havn som trak det største læs i finansieringen.

### Transport
For at komme til Bornholm blev de udenlandske hold tilbudt færge fra Fährhafen Sassnitz i Sassnitz til Bornholm. Da alle holdene og løbsorganisationen skulle have deres lastbiler og andet materiel, ligesom løbets frivillige hjælpere, fra Bornholm efter etapens afslutning, indsatte Molslinjen den 158 meter lange færge M/F Hammershus, der på 5,5 time sejlede det hele fra Rønne Havn til Køge Havn om aftenen. Næste morgen kl. 08.00 skulle rytterne, holdbusser og personale sejle med Hammershus fra Rønne til Ystad på knap tre timer. Dermed havde de over fire timers transport, inden starten gik på 2. etape i Rødovre. Øens logistiske udfordringer blev mindre af at ruten er løbets første, og 2.etape har sen start dagen efter. Sportsmedier fremhævede kombinationen af udfordrende rute og pæne omgivelser.

## Ruten
Ved offentliggørelsen af etapen den 27. november 2024 var etapens rute ikke planlagt, men det blev meddelt at rytterne skulle forbi øens forskellige attraktioner. Ønsket var at distancen på linjeløbet blev mellem 155 og 170 km, og den ikke blev så hård, at vinderen kan få et afgørende forspring inden løbets fire næste etaper. Etapens endelige udformning med rute, start- og målby blev afsløret den 24. februar 2025.
Starten gik i Nexø, hvor rytterne blev sendt afsted i vestlig retning på Rønnevej. Herfra gik turen mod Bodilsker, hvor de kørte mod nord og ramte Paradisbakkerne. Efter de var kommet igennem Svaneke, gik turen op og ned i vestlig retning langs øens nordkyst, hvor flere stigninger kom. Efter 37 km kom den hårde stigning på Saltunavej hvor løbets første bakkespurt fandtes. Efter 50 km kom feltet til Gudhjem og kort tid efter Tyskerbakken. Derfra forlod de kysten og kørte ind på øen mod Klemensker, forbi Ny Kirke, op gennem Olsker, Tejn og Allinge-Sandvig. Efter 110 km skulle rytterne forbi Hammershus og efter det kom Rutsker og Danmarks højest beliggende kirke, Ruts Kirke. Et af etapens nøglepunkt kom ved Hasle, hvor stigningen Helligpeder nord for byen blev passeret tre gange på en 11 km lang rundstrækning. Derfra manglede der 17 km af etapen, og rytterne satte kursen mod Rønne via Sorthat-Muleby. Målstregen kom på Nordre Kystvej lige ud for Nørrekaas. Der havde rytterne kørt 178,1 km og forceret 1700 højdemeter.

## Resultater

### Etaperesultat
| \| Etaperesultat \| Etaperesultat \| Etaperesultat \| Etaperesultat \| Etaperesultat \| \| Rytter \| Rytter \| Hold \| Tid \| \| \| ------------- \| ----------------------- \| ---------------------- \| ------------- \| ------------- \| \| 1. \| Mads Pedersen \| Lidl-Trek \| 4t 03' 45" \| \| \| 2. \| Lukáš Kubiš \| Unibet Tietema Rockets \| + 0" \| \| \| 3. \| Conrad Haugsted \| ColoQuick \| + 0" \| \| \| 4. \| Niklas Larsen \| BHS-PL Beton Bornholm \| + 0" \| \| \| 5. \| William Blume Levy \| Uno-X Mobility \| + 0" \| \| \| 6. \| Magnus Bak Klaris \| Airtox-Carl Ras \| + 0" \| \| \| 7. \| Julius Johansen \| Danmark \| + 0" \| \| \| 8. \| Mattias Skjelmose \| Lidl-Trek \| + 2" \| \| \| 9. \| Victor Vercouillie \| Team Flanders-Baloise \| + 5" \| \| \| 10. \| Henrik Breiner Pedersen \| Uno-X Mobility \| + 38" \| \| |                         |                        |            |
| |                         |                        |            |
| Kilder: ProCyclingStats Cycling Quotient |                         |                        |            |
| Etaperesultat |                         |                        |            |
| Rytter | Rytter                  | Hold                   | Tid        |
| 1. | Mads Pedersen           | Lidl-Trek              | 4t 03' 45" |
| 2. | Lukáš Kubiš             | Unibet Tietema Rockets | + 0"       |
| 3. | Conrad Haugsted         | ColoQuick              | + 0"       |
| 4. | Niklas Larsen           | BHS-PL Beton Bornholm  | + 0"       |
| 5. | William Blume Levy      | Uno-X Mobility         | + 0"       |
| 6. | Magnus Bak Klaris       | Airtox-Carl Ras        | + 0"       |
| 7. | Julius Johansen         | Danmark                | + 0"       |
| 8. | Mattias Skjelmose       | Lidl-Trek              | + 2"       |
| 9. | Victor Vercouillie      | Team Flanders-Baloise  | + 5"       |
| 10. | Henrik Breiner Pedersen | Uno-X Mobility         | + 38"      |

### Klassement efter etapen
| \| Samlede stilling \| Samlede stilling \| Samlede stilling \| Samlede stilling \| Samlede stilling \| \| Rytter \| Rytter \| Hold \| Tid \| \| \| ---------------- \| ----------------------- \| ---------------------- \| ---------------- \| ---------------- \| \| 1. \| Mads Pedersen \| Lidl-Trek \| 4t 03' 35" \| \| \| 2. \| Lukáš Kubiš \| Unibet Tietema Rockets \| + 4" \| \| \| 3. \| Conrad Haugsted \| ColoQuick \| + 5" \| \| \| 4. \| Julius Johansen \| Danmark \| + 8" \| \| \| 5. \| Niklas Larsen \| BHS-PL Beton Bornholm \| + 10" \| \| \| 6. \| William Blume Levy \| Uno-X Mobility \| + 10" \| \| \| 7. \| Magnus Bak Klaris \| Airtox-Carl Ras \| + 10" \| \| \| 8. \| Mattias Skjelmose \| Lidl-Trek \| + 12" \| \| \| 9. \| Victor Vercouillie \| Team Flanders-Baloise \| + 15" \| \| \| 10. \| Henrik Breiner Pedersen \| Uno-X Mobility \| + 48" \| \| |                         |                        |            |
| |                         |                        |            |
| Kilder: ProCyclingStats Cycling Quotient |                         |                        |            |
| Samlede stilling |                         |                        |            |
| Rytter | Rytter                  | Hold                   | Tid        |
| 1. | Mads Pedersen           | Lidl-Trek              | 4t 03' 35" |
| 2. | Lukáš Kubiš             | Unibet Tietema Rockets | + 4"       |
| 3. | Conrad Haugsted         | ColoQuick              | + 5"       |
| 4. | Julius Johansen         | Danmark                | + 8"       |
| 5. | Niklas Larsen           | BHS-PL Beton Bornholm  | + 10"      |
| 6. | William Blume Levy      | Uno-X Mobility         | + 10"      |
| 7. | Magnus Bak Klaris       | Airtox-Carl Ras        | + 10"      |
| 8. | Mattias Skjelmose       | Lidl-Trek              | + 12"      |
| 9. | Victor Vercouillie      | Team Flanders-Baloise  | + 15"      |
| 10. | Henrik Breiner Pedersen | Uno-X Mobility         | + 48"      |

#### Pointkonkurrencen
| Pointkonkurrence | Pointkonkurrence        | Pointkonkurrence       | Pointkonkurrence | Pointkonkurrence |
| Rytter           | Rytter                  | Hold                   | Point            |                  |
| ---------------- | ----------------------- | ---------------------- | ---------------- | ---------------- |
| 1.               | Mads Pedersen           | Lidl-Trek              | 15 point         |                  |
| 2.               | Lukáš Kubiš             | Unibet Tietema Rockets | 12 point         |                  |
| 3.               | Conrad Haugsted         | ColoQuick              | 11 point         |                  |
| 4.               | Julius Johansen         | Danmark                | 9 point          |                  |
| 5.               | Niklas Larsen           | BHS-PL Beton Bornholm  | 9 point          |                  |
| 6.               | William Blume Levy      | Uno-X Mobility         | 8 point          |                  |
| 7.               | Magnus Bak Klaris       | Airtox-Carl Ras        | 7 point          |                  |
| 8.               | Mattias Skjelmose       | Lidl-Trek              | 5 point          |                  |
| 9.               | Victor Vercouillie      | Team Flanders-Baloise  | 4 point          |                  |
| 10.              | Henrik Breiner Pedersen | Uno-X Mobility         | 3 point          |                  |

#### Bakkekonkurrencen
| Bjergkonkurrence | Bjergkonkurrence    | Bjergkonkurrence                       | Bjergkonkurrence | Bjergkonkurrence |
| Rytter           | Rytter              | Hold                                   | Point            |                  |
| ---------------- | ------------------- | -------------------------------------- | ---------------- | ---------------- |
| 1.               | Conrad Haugsted     | ColoQuick                              | 32 point         |                  |
| 2.               | Marius Innhaug Dahl | Decathlon AG2R La Mondiale Development | 32 point         |                  |
| 3.               | Julius Johansen     | Danmark                                | 12 point         |                  |
| 4.               | Victor Vercouillie  | Team Flanders-Baloise                  | 12 point         |                  |
| 5.               | Magnus Bak Klaris   | Airtox-Carl Ras                        | 8 point          |                  |

#### Ungdomskonkurrencen
| Ungdomskonkurrence | Ungdomskonkurrence      | Ungdomskonkurrence                     | Ungdomskonkurrence | Ungdomskonkurrence |
| Rytter             | Rytter                  | Hold                                   | Tid                |                    |
| ------------------ | ----------------------- | -------------------------------------- | ------------------ | ------------------ |
| 1.                 | Conrad Haugsted         | ColoQuick                              | 4t 03' 40"         |                    |
| 2.                 | Henrik Breiner Pedersen | Uno-X Mobility                         | + 43"              |                    |
| 3.                 | Alexander Arnt Hansen   | Airtox-Carl Ras                        | + 43"              |                    |
| 4.                 | Carl-Frederik Bévort    | Uno-X Mobility                         | + 43"              |                    |
| 5.                 | Albert Withen Philipsen | Lidl-Trek                              | + 43"              |                    |
| 6.                 | Mads Landbo             | Team Give Steel-2M Cycling Elite       | + 43"              |                    |
| 7.                 | Gustav Wang             | Danmark                                | + 43"              |                    |
| 8.                 | Matyáš Kopecký          | Team Novo Nordisk                      | + 43"              |                    |
| 9.                 | Arthur Blaise           | Decathlon AG2R La Mondiale Development | + 43"              |                    |
| 10.                | Kasper Haugland         | Decathlon AG2R La Mondiale Development | + 43"              |                    |

#### Holdkonkurrencen
| Holdkonkurrence | Holdkonkurrence                             | Holdkonkurrence | Holdkonkurrence |
| Hold            | Hold                                        | Tid             |                 |
| --------------- | ------------------------------------------- | --------------- | --------------- |
| 1.              | Lidl-Trek                                   | 12t 11' 45"     |                 |
| 2.              | Unibet Tietema Rockets                      | + 40"           |                 |
| 3.              | ColoQuick                                   | + 41"           |                 |
| 4.              | Danmark                                     | + 44"           |                 |
| 5.              | Uno-X Mobility                              | + 46"           |                 |
| 6.              | Team Flanders-Baloise                       | + 51"           |                 |
| 7.              | Lotto                                       | + 1' 24"        |                 |
| 8.              | Decathlon AG2R La Mondiale Development Team | + 1' 24"        |                 |
| 9.              | Team Visma \| Lease a Bike                  | + 1' 24"        |                 |
| 10.             | Alpecin-Deceuninck                          | + 1' 24"        |                 |

## Udgåede ryttere
- Dillon Corkery (Team Picnic PostNL) – stillede ikke til start på grund af sygdom
- Aitor Agirre (Euskaltel-Euskadi) – udgået efter styrt
- Lars Loohuis (BEAT Cycling Club) – udgået efter styrt